# Айн Хусніза Сайфул Нізам
Айн Хусніза Сайфул Нізам (нар. 2004) — малайзійська активістка, найбільш відома своєю активністю проти культури зґвалтувань у школах Малайзії.

## Активізм
У квітні 2021 року Хусніза опублікувала відео в TikTok і Twitter, в якому описала інцидент, під час якого її вчитель фізкультури пожартував про зґвалтування. За словами Хуснізи, вчитель сказав: «Якщо ви хочете когось зґвалтувати, переконайтеся, що цій людині більше ніж 18 років».  Проблема набула значного розголосу в Інтернеті в Малайзії та розпалила загальнонаціональну дискусію про сексуальні домагання, мізогінію та насильство в школах. Далі Хусніза заснувала соціальний рух #MakeSchoolASaferPlace, щоб привернути увагу до культури зґвалтувань у школах. У рамках цього ширшого руху інші студенти виступили з описом свого досвіду.  Інцидент на міжнародному рівні висвітлювали BBC, Аль-Джазіра та Reuters. 
Через кілька місяців після першого інциденту Хусніза та її сім'я були змушені переїхати, після того, як зіткнулися з суспільним остракізмом через активізм Хуснізи.  У грудні 2021 року вчитель подав до суду на неї та її батька за розміщення відео в мережі.  Родина Хуснізи подала зустрічний позов, і наразі справа триває. 